# Enochrus sublongus
Enochrus sublongus är en skalbaggsart som först beskrevs av Henry Clinton Fall 1926.  Enochrus sublongus ingår i släktet Enochrus och familjen palpbaggar. Inga underarter finns listade i Catalogue of Life.